# Liste der Premierminister des Irak
Als Premierminister des Irak gelten sowohl die Regierungschefs während der britischen Mandatsherrschaft (1920–1932) und der probritischen Haschemiten-Monarchie (bis 1958) als auch jene Ministerpräsidenten der folgenden Republiken.

## Geschichte

### Britisches Mandat
Während des Britischen Mandats Mesopotamiens von 1920 bis 1932 wurde das Amt des Premierministers bereits vor der Einführung der irakischen Monarchie installiert. Der erste Premierminister Abd al-Rahman al-Kailani al-Naqib stellte die Bedingung, dass sein Kabinett keine schiitischen Mitglieder haben solle.

### Königreich Irak
Am häufigsten (14-mal zwischen 1932 und 1958) war Nuri as-Said irakischer Regierungschef, sein prominentester Gegenspieler war Raschid Ali al-Gailani. Faktisch wurden in der Zeit des Königreichs Irak die Ministerposten ausschließlich unter den 40 führenden Familien verteilt.

### Republik Irak
Als Republik war der Irak seit 1958 mehrmals sowohl Präsidialrepublik als auch parlamentarische Republik, Premierminister gab es 1958–1968, 1991–1994 und gibt es wieder seit 2004. In den Jahren 1967, 1968 bis 1991 sowie 1994 bis 2003 nahm der jeweilige Präsident auch das Amt des Premierministers wahr.
Nach dem Dritten Golfkrieg und dem Sturz des Baath-Regimes stand das Land zunächst unter Alliierten-Verwaltung. Seit 2004 ist Irak formal wieder eine parlamentarische Republik. Die föderale Verfassung schreibt das Amt des Premierministers für die Schiiten fest. Bereits 1947–1948 waren die Sayyids Salih Dschabr und Mohammed as-Sadr, 1953–1954 Mohammad Fadhil al-Dschamali, 1957–1958 Abdul-Wahab Mirdschan, 1958 Ahmad Mukhtar Baban, 1966–1967 Talib sowie 1991–1993 die Baathisten Hammadi und Zubaidi schiitische Ministerpräsidenten. Zuvor hatten Schiiten meistens den Posten des Parlamentspräsidenten (Hammadi, Haddad).

## Liste der Premierminister des Irak
| Britisches Mandat Mesopotamien                                                         | Britisches Mandat Mesopotamien | Britisches Mandat Mesopotamien                                                        | Britisches Mandat Mesopotamien | Britisches Mandat Mesopotamien        | Britisches Mandat Mesopotamien |
| #                                                                                      | Bild                           | Name                                                                                  | Amtsantritt                    | Amtsaustritt                          | Partei                         |
| -------------------------------------------------------------------------------------- | ------------------------------ | ------------------------------------------------------------------------------------- | ------------------------------ | ------------------------------------- | ------------------------------ |
| 1                                                                                      | Abd al-Rahman al-Gillani       | Abd al-Rahman al-Gillani                                                              | 11. November 1920              | 20. November 1922                     | parteilos                      |
| 2                                                                                      | Abd al-Muhsin as-Sa'dun        | Abd al-Muhsin as-Sa'dun                                                               | 20. November 1922              | 22. November 1923                     | Militär                        |
| 3                                                                                      | Dschafar al-Askari             | Dschafar al-Askari                                                                    | 22. November 1923              | 2. August 1924                        | Militär                        |
| 4                                                                                      | Yasin al-Haschimi              | Yasin al-Haschimi                                                                     | 2. August 1924                 | 26. Juni 1925                         | Militär                        |
| (2)                                                                                    | Abd al-Muhsin as-Sa'dun        | Abd al-Muhsin as-Sa'dun                                                               | 26. Juni 1925                  | 21. November 1926                     | Militär                        |
| 5                                                                                      | Dschafar al-Askari             | Dschafar al-Askari                                                                    | 21. November 1926              | 11. Januar 1928                       | Militär                        |
| (2)                                                                                    | Abd al-Muhsin as-Sa'dun        | Abd al-Muhsin as-Sa'dun                                                               | 11. Januar 1928                | 28. April 1929                        | Militär                        |
| 6                                                                                      | Tawfiq al-Suwaidi              | Tawfiq al-Suwaidi                                                                     | 28. April 1929                 | 19. September 1929                    | parteilos                      |
| (2)                                                                                    | Abd al-Muhsin as-Sa'dun        | Abd al-Muhsin as-Sa'dun                                                               | 19. September 1929             | 13. November 1929 (im Amt verstorben) | Militär                        |
| 7                                                                                      | Nadschi al-Suwaidi             | Nadschi al-Suwaidi                                                                    | 18. November 1929              | 23. März 1930                         | Parteilos                      |
| 8                                                                                      | Nuri as-Said                   | Nuri as-Said                                                                          | 23. März 1930                  | 3. November 1932                      | Militär                        |
|                                                                                        |                                |                                                                                       |                                |                                       |                                |
| Königreich Irak                                                                        |                                |                                                                                       |                                |                                       |                                |
| #                                                                                      | Bild                           | Name                                                                                  | Amtsantritt                    | Amtsaustritt                          | Partei                         |
| 9                                                                                      | Nadschi Schawkat               | Nadschi Schawkat                                                                      | 3. November 1932               | 20. März 1933                         | parteilos                      |
| 10                                                                                     | Raschid Ali al-Gailani         | Raschid Ali al-Gailani                                                                | 20. März 1933                  | 9. November 1933                      | HIW                            |
| 11                                                                                     | Dschamil al-Midfai             | Dschamil al-Midfai                                                                    | 9. November 1933               | 27. August 1934                       | Militär                        |
| 12                                                                                     | Ali Dschawdat al-Aiyubi        | Ali Dschawdat al-Aiyubi                                                               | 27. August 1934                | 4. März 1935                          | Militär                        |
| (11)                                                                                   | Dschamil al-Midfai             | Dschamil al-Midfai                                                                    | 4. März 1935                   | 17. März 1935                         | Militär                        |
| (4)                                                                                    | Yasin al-Haschimi              | Yasin al-Haschimi                                                                     | 17. März 1935                  | 30. Oktober 1936                      | Militär / HIW                  |
| 13                                                                                     | Hikmat Sulayman                | Hikmat Sulayman (Anmerkung: De facto aber regierte der Militärmachthaber Bakr Sidqī). | 30. Oktober 1936               | 17. August 1937                       | HIW                            |
| (11)                                                                                   | Dschamil al-Midfai             | Dschamil al-Midfai                                                                    | 17. August 1937                | 25. Dezember 1938                     | Militär                        |
| (8)                                                                                    | Nuri as-Said                   | Nuri as-Said                                                                          | 25. Dezember 1938              | 31. März 1940                         | Militär                        |
| (10)                                                                                   | Raschid Ali al-Gailani         | Raschid Ali al-Gailani                                                                | 31. März 1940                  | 3. Februar 1941                       | HIW                            |
| 14                                                                                     | Taha al-Haschimi               | Taha al-Haschimi                                                                      | 3. Februar 1941                | 13. April 1941 (abgesetzt)            | Militär                        |
| (10)                                                                                   | Raschid Ali al-Gailani         | Raschid Ali al-Gailani                                                                | 13. April 1941                 | 30. Mai 1941                          | HIW                            |
| (11)                                                                                   | Dschamil al-Midfai             | Dschamil al-Midfai                                                                    | 4. Juni 1941                   | 10. Oktober 1941                      | Militär                        |
| (8)                                                                                    | Nuri as-Said                   | Nuri as-Said                                                                          | 10. Oktober 1941               | 4. Jun. 1944                          | Militär                        |
| 15                                                                                     | Hamdi al-Patschatschi          | Hamdi al-Patschatschi                                                                 | 4. Jun. 1944                   | 23. Februar 1946                      | parteilos                      |
| (6)                                                                                    | Tawfiq al-Suwaidi              | Tawfiq al-Suwaidi                                                                     | 23. Februar 1946               | 1. Juni 1946                          | Liberale Partei                |
| 16                                                                                     | Arschad al-Omari               | Arschad al-Omari                                                                      | 1. Juni 1946                   | 21. November 1946                     | parteilos                      |
| (8)                                                                                    | Nuri as-Said                   | Nuri as-Said                                                                          | 21. November 1946              | 29. März 1947                         | Militär                        |
| 17                                                                                     |                                | Sayyid Salih Dschabr                                                                  | 29. März 1947                  | 29. Januar 1948                       | parteilos                      |
| 18                                                                                     | Sayyid Muhammad as-Sadr        | Sayyid Muhammad as-Sadr                                                               | 29. Januar 1948                | 26. Juni 1948                         | parteilos                      |
| 19                                                                                     | Muzahim el Patschatschi        | Muzahim el Patschatschi                                                               | 26. Juni 1948                  | 6. Januar 1949                        | parteilos                      |
| (8)                                                                                    | Nuri as-Said                   | Nuri as-Said                                                                          | 6. Januar 1949                 | 10. Dezember 1949                     | Militär                        |
| (12)                                                                                   | Ali Dschawdat al-Aiyubi        | Ali Dschawdat al-Aiyubi                                                               | 10. Dezember 1949              | 5. Februar 1950                       | Militär                        |
| (6)                                                                                    | Tawfiq al-Suwaidi              | Tawfiq al-Suwaidi                                                                     | 5. Februar 1950                | 15. September 1950                    | parteilos                      |
| (8)                                                                                    | Nuri as-Said                   | Nuri as-Said                                                                          | 15. September 1950             | 12. Juli 1952                         | Militär                        |
| 20                                                                                     | Mustafa Mahmud al-Umari        | Mustafa Mahmud al-Umari                                                               | 12. Juli 1952                  | 23. November 1952                     | parteilos                      |
| 21                                                                                     | Nureddin Mahmud                | Nureddin Mahmud                                                                       | 23. November 1952              | 29. Januar 1953                       | Militär                        |
| (11)                                                                                   | Dschamil al-Midfai             | Dschamil al-Midfai                                                                    | 29. Januar 1953                | 17. September 1953                    | Militär                        |
| 22                                                                                     |                                | Muhammad Fadhel al-Jamali                                                             | 17. September 1953             | 29. April 1954                        | parteilos                      |
| (16)                                                                                   | Arschad al-Omari               | Arschad al-Omari                                                                      | 29. April 1954                 | 4. August 1954                        | parteilos                      |
| (8)                                                                                    | Nuri as-Said                   | Nuri as-Said                                                                          | 4. August 1954                 | 20. Juni 1957                         | Militär                        |
| (12)                                                                                   | Ali Dschawdat al-Aiyubi        | Ali Dschawdat al-Aiyubi                                                               | 20. Juni 1957                  | 15. Dezember 1957                     | Militär                        |
| 23                                                                                     | Abdul-Wahab Mirdschan          | Abdul-Wahab Mirdschan                                                                 | 15. Dezember 1957              | 14. Februar 1958                      | parteilos                      |
| Arabische Föderation (Zusammenschluss mit Jordanien)                                   |                                |                                                                                       |                                |                                       |                                |
| (23)                                                                                   | Abdul-Wahab Mirdschan          | Abdul-Wahab Mirdschan                                                                 | 14. Februar 1958               | 3. März 1958                          | parteilos                      |
| (8)                                                                                    | Nuri as-Said                   | Nuri as-Said                                                                          | 3. März 1958                   | 18. Mai 1958                          | Militär                        |
| 24                                                                                     | Ahmad Mukhtar Baban            | Ahmad Mukhtar Baban                                                                   | 18. Mai 1958                   | 14. Juli 1958 (abgesetzt)             | Militär                        |
| Die Monarchie im Irak wird am 14. Juli 1958 gestürzt und die Republik wird ausgerufen. |                                |                                                                                       |                                |                                       |                                |
| 25                                                                                     | Abd al-Karim Qasim             | Abd al-Karim Qasim                                                                    | 14. Juli 1958                  | 2. August 1958                        | Militär                        |
| Der Irak verlässt am 2. August 1958 die Arabische Föderation.                          |                                |                                                                                       |                                |                                       |                                |
|                                                                                        |                                |                                                                                       |                                |                                       |                                |
| Republik Irak                                                                          |                                |                                                                                       |                                |                                       |                                |
| #                                                                                      | Bild                           | Name                                                                                  | Amtsantritt                    | Amtsaustritt                          | Partei                         |
| (25)                                                                                   | Abd al-Karim Qasim             | Abd al-Karim Qasim                                                                    | 2. August 1958                 | 8. Februar 1963 (abgesetzt)           | Militär                        |
| 26                                                                                     | Ahmad Hasan al-Bakr            | Ahmad Hasan al-Bakr                                                                   | 8. Februar 1963                | 18. November 1963 (abgesetzt)         | Militär / Baath-Partei         |
| 27                                                                                     | Tahir Yahya                    | Tahir Yahya                                                                           | 20. November 1963              | 6. September 1965                     | Militär / ASU                  |
| 28                                                                                     | Arif Abd ar-Razzaq             | Arif Abd ar-Razzaq                                                                    | 6. September 1965              | 21. September 1965 (abgesetzt)        | Militär / ASU                  |
| 29                                                                                     | Abd ar-Rahman al-Bazzaz        | Abd ar-Rahman al-Bazzaz                                                               | 21. September 1965             | 9. August 1966                        | ASU                            |
| 30                                                                                     |                                | Nadschi Talib                                                                         | 9. August 1966                 | 10. Mai 1967                          | Militär                        |
| 31                                                                                     | Abd ar-Rahman Arif             | Abd ar-Rahman Arif (Präsident)                                                        | 10. Mai 1967                   | 10. Juli 1967                         | Militär / ASU                  |
| (27)                                                                                   | Tahir Yahya                    | Tahir Yahya                                                                           | 10. Juli 1967                  | 17. Juli 1968 (abgesetzt)             | Militär / ASU                  |
|                                                                                        |                                |                                                                                       |                                |                                       |                                |
| Republik Irak (Baath-Regime)                                                           |                                |                                                                                       |                                |                                       |                                |
| #                                                                                      | Bild                           | Name                                                                                  | Amtsantritt                    | Amtsaustritt                          | Partei                         |
| 32                                                                                     |                                | Abd ar-Razzaq an-Naif                                                                 | 17. Juli 1968                  | 30. Juli 1968 (abgesetzt)             | Militär                        |
| (26)                                                                                   | Ahmad Hasan al-Bakr            | Ahmad Hasan al-Bakr (Präsident)                                                       | 31. Juli 1968                  | 16. Juli 1979                         | Militär / Baath-Partei         |
| 33                                                                                     |                                | Saddam Hussein (Präsident)                                                            | 16. Juli 1979                  | 23. März 1991                         | Baath-Partei                   |
| 34                                                                                     |                                | Saadun Hammadi                                                                        | 23. März 1991                  | 13. September 1991                    | Baath-Partei                   |
| 35                                                                                     |                                | Muhammad Hamza az-Zubaidi                                                             | 16. September 1991             | 5. September 1993                     | Baath-Partei                   |
| 36                                                                                     |                                | Ahmad Hussein Chudair                                                                 | 5. September 1993              | 29. Mai 1994                          | Baath-Partei                   |
| (33)                                                                                   |                                | Saddam Hussein (Präsident)                                                            | 29. Mai 1994                   | 9. April 2003 (abgesetzt)             | Baath-Partei                   |
| Amt vakant vom 9. April 2003 bis 1. Juni 2004                                          |                                |                                                                                       |                                |                                       |                                |
|                                                                                        |                                |                                                                                       |                                |                                       |                                |
| Republik Irak (unter US-Besatzung)                                                     |                                |                                                                                       |                                |                                       |                                |
| #                                                                                      | Bild                           | Name                                                                                  | Amtsantritt                    | Amtsaustritt                          | Partei                         |
| 37                                                                                     | Iyad Allawi                    | Iyad Allawi                                                                           | 1. Juni 2004                   | 3. Mai 2005                           | Wifaq                          |
| 38                                                                                     | Ibrahim al-Dschafari           | Ibrahim al-Dschafari                                                                  | 3. Mai 2005                    | 20. Mai 2006                          | Dawa                           |
| 39                                                                                     | Nuri al-Maliki                 | Nuri al-Maliki                                                                        | 20. Mai 2006                   | 18. Dezember 2011                     | Dawa                           |
| Republik Irak                                                                          |                                |                                                                                       |                                |                                       |                                |
| 39                                                                                     | Nuri al-Maliki                 | Nuri al-Maliki                                                                        | 18. Dezember 2011              | 8. September 2014                     | Dawa                           |
| 40                                                                                     | Haider al-Abadi                | Haider al-Abadi                                                                       | 8. September 2014              | 25. Oktober 2018                      | Dawa                           |
| 41                                                                                     |                                | Adil Abd al-Mahdi                                                                     | 25. Oktober 2018               | 7. Mai 2020                           | parteilos                      |
| 41                                                                                     |                                | Mustafa Al-Kadhimi                                                                    | 7. Mai 2020                    | 13. Oktober 2022                      | parteilos                      |
| 42                                                                                     |                                | Mohammed Shia' al-Sudani                                                              | 13. Oktober 2022               |                                       | Dawa                           |